# Faro Cabo Domingo
El faro Cabo Domingo es un faro no habitado de la Armada Argentina ubicado a unos 10 km al norte de la ciudad de Río Grande, en el departamento Río Grande, en la provincia de Tierra del Fuego, Antártida e Islas del Atlántico Sur. Se encuentra sobre un cabo que le da el nombre, con una barranca muy notable de 80 metros de altura, de color ligeramente rojizo, que cae a pique hacia el mar.
El faro consta de una torre prismática triangular metálica está pintada a franjas horizontales blancas y negras. La altura total de la señal es de 6 metros. Originariamente estaba alimentada a gas acetileno, lo que le otorgaba un alcance luminoso de 11,6 millas náuticas (21,5 km). Actualmente, su energía es fotovoltaica con un alcance óptico de 7,3 millas náuticas (13,5 km).
Su construcción se inició durante el mes de enero de 1933, eligiéndose la parte más elevada del cabo Domingo para que la señal estuviera al resguardo de los continuos desmoronamientos del terreno. Once hombres trabajaron para levantar el faro que fue construido en solo 3 días, librándose a servicio el día 15 de enero de ese año.

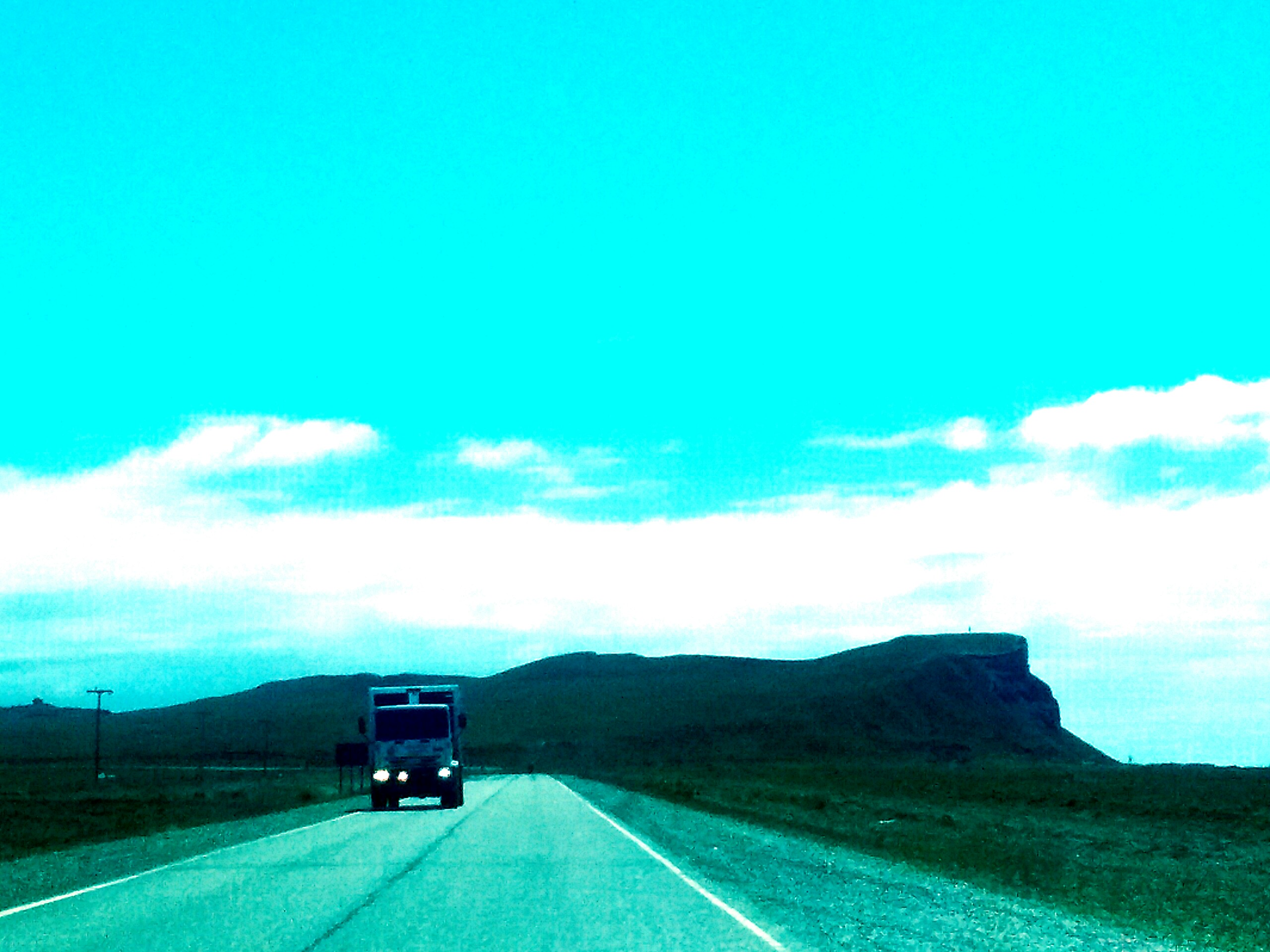
El cabo desde Ruta 3. Poco visible en su parte superior contra el mar su faro